# جزر الكناري
جزر كَنَارية أو جزر كنري أو جزر الكناري أو الجزر الخالدات أو الجَزَائِرُ الخَالِدَاتُ أو جَزَائِرُ السَّعَادَةِ أو جَزَائِرُ السُّعَدَاءِ أو جَزَائِرُ السَّعَادَاتِ أو قَنَارِيَا (الإسبانية: Islas Canarias، اللاتينية: Fortunatae Insulae فرطناتش)، هي أرخبيل يقع في المحيط الأطلسي، وتُعد أقصى الأقاليم ذات الحكم الذاتي جنوبًا في إسبانيا. تقع الجزر على بُعد 100 كيلومتر (62 ميلاً) إلى الشمال الغربي من القارة الإفريقية. يبلغ عدد سكان الجزر حوالي 2.25 مليون نسمة، ما يجعلها أكثر الأقاليم الخارجية التابعة للاتحاد الأوروبي اكتظاظًا بالسكان.
الجزر السبع الرئيسية، مرتبة حسب المساحة من الأكبر إلى الأصغر، هي: تينيريفي، فويرتيفنتورا، غران كناريا، لانزاروتي، لا بالما، لا غوميرا، وإل ييرو. الجزيرة الوحيدة الأخرى المأهولة بالسكان هي لا غراسيونا، والتي تتبع إداريًا لانزاروتي. يشمل الأرخبيل العديد من الجزر الصغيرة والجُزيرات مثل: أليغرانزا، إيسلا دي لوبوس، مونتانيا كلارا، روكي ديل أوستي، وروكي ديل إيستي. كما يحتوي أيضًا على بعض الصخور البارزة مثل غاراشيكو وأناجا. كانت هذه السلسلة من الجزر تُعرف قديمًا باسم "الجزر السعيدة". تُعتبر جزر الكناري أقصى مناطق إسبانيا الجنوبية، وأكبر أرخبيل في منطقة ماكرونيزيا وأكثرها سكانًا. كما تُعد كذلك أكبر أرخبيل وأكثره سكانًا في إسبانيا. ونظرًا لموقعها الجغرافي، فقد اعتُبرت الجزر تاريخيًا صلة وصل بين إفريقيا، وأوروبا، والأمريكتين.
في عام 2024، بلغ عدد سكان جزر الكناري 2,247,927 نسمة، بكثافة سكانية تبلغ 302 نسمة لكل كيلومتر مربع، مما يجعلها سابع أكثر الأقاليم المتمتعة بالحكم الذاتي اكتظاظًا بالسكان في إسبانيا. يتركز معظم السكان في الجزيرتين الرئيسيتين: حوالي 43% في تينيريفي، و40% في غران كناريا.
تُعد جزر الكناري، وخاصةً تينيريفي، غران كناريا، فويرتيفنتورا، ولانزاروتي، وجهة سياحية رئيسية، حيث استقبلت أكثر من 14.1 مليون زائر في عام 2023. ويعود ذلك إلى شواطئها ومناخها شبه الاستوائي ومعالمها الطبيعية المهمة، خصوصًا منطقة ماسبالوماس في غران كناريا، وجبل تيد في تينيريفي، وهو أحد مواقع التراث العالمي وأعلى قمة في إسبانيا، وثالث أطول بركان في العالم إذا ما قيس من قاعدته في قاع المحيط. تتميز الجزر بصيف دافئ وشتاء معتدل إلى درجة تجعل المناخ يُصنّف استوائيًا على مستوى سطح البحر. تختلف كمية الهطول ومستوى تأثير البحر حسب الموقع والارتفاع. وتضم الجزر مناطق خضراء وأخرى شبه صحراوية. وتُعد المرتفعات العالية في الجزر مثالية للرصد الفلكي، لوقوعها فوق طبقة انعكاس الحرارة، مما يجعلها موطنًا لمرصدين فلكيين محترفين: مرصد تيد في تينيريفي، ومرصد روكي دي لوس موتشاتشوس في لا بالما.
في عام 1927، تم تقسيم إقليم جزر الكناري إلى مقاطعتين: سانتا كروز دي تينيريفي ولاس بالماس. وفي عام 1982، تأسست منطقة الحكم الذاتي لجزر الكناري. تُعد مدينتا سانتا كروز دي تينيريفي ولاس بالماس دي غران كناريا عاصمتين مشتركَتين للإقليم. كما أن هاتين المدينتين هما على التوالي عاصمتا المقاطعتين المذكورتين. تُعد لاس بالماس دي غران كناريا أكبر مدينة في جزر الكناري منذ عام 1768، باستثناء فترة قصيرة في العقد الثاني من القرن العشرين. بين عامي 1833 و1927، كانت سانتا كروز دي تينيريفي العاصمة الوحيدة لجزر الكناري، إلى أن صدر مرسوم عام 1927 يقضي بتقاسم العاصمة بين المدينتين، ولا يزال هذا النظام قائمًا حتى اليوم. ثالث أكبر مدينة في الأرخبيل هي سان كريستوبال دي لا لاغونا، وهي أيضًا موقع تراث عالمي آخر على جزيرة تينيريفي.
أثناء عصر الملاحة الشراعية، كانت جزر الكناري محطة التوقف الرئيسية للغالونات الإسبانية خلال استعمار الأمريكيتين، حيث كانت السفن تُبحر جنوبًا حتى تصل إلى هذه الجزر لاقتناص الرياح التجارية الشمالية الشرقية السائدة.

## التسمية
اشتُق اسم الجزر «الكناري» من الاسم اللاتيني Canariae Insulae والذي يعني «جزر الكلاب» وأطلق هذا الاسم على أكبر الجزر «غران كناريا». وفقاً للمؤرخ بلينيوس الأكبر، سمّى الملك يوبا الثاني ملك موريطنية الجزيرة باسم كناريا بسبب تواجد أعداد كبيرة من الكلاب ذات الأحجام الكبيرة.
ثمة تكهّنات أخرى مفادها أن ما سمّي بالكلاب كان في الواقع نوعا من فقمة الراهب أو «كلب البحر» حيث أن الاسم اللاتيني لكلب البحر هو canis marinus)، وكانت كلاب البحر مهددة بالخطر ولم تعد موجودة في جزر الكناري.
ثمة قول بديل، حيث يقال إن السكان الأصليين للجزيرة «غوانش» قدّسوا الكلاب وحنّطوها وعاملوها كحيواناتٍ مقدّسة.
ما هو مؤكّد هو أن اسم هذه الجُزر لم يُشتق، كما هو معتقد، من اسم طائر الكنار؛ بل العكس وهو أن الطائر سمي على اسم الجزر.
أما بالنسبة للتسمية العربية جزر الخالدات فقد أورد قدامة بن جعفر في كتابه خراج أن سبب التسمية يرجع لأن الفواكه والحبوب والأزهار تنبت بالجزر من تلقاء نفسها بغير زراعة

## جغرافيا
تتكون جزر الكناري أساساً من أربع جزر كبرى رئيسية، تحيط بها جزر صغيرة متناثرة حولها، وهي جزيرة تنريف وكناريا الكبرى ولانثاروتي Lanzarote ولا بالما La Palma، وإن كانت العاصمة سانتا كروث دي تينيريفه تقع في جزيرة تنريف. وتبلغ مساحتها 2034.38 كيلومتر مربع ويبلغ عدد سكانها 899 833 نسمة، هي أكبر جزيرة في جزر الكناري وجزر إسبانيا من حيث عدد السكان.
و تتكون هذه الجزر من عدة قرى صغيرة، تحول بعضها إلى مدن بفضل انتشار المنتجعات السياحية على امتداد شواطئها التي تحولت إلى مقصد للسياحة الخارجية والداخلية بفضل درجات حرارتها الدائمة الاعتدال على مدار السنة، والتي تراوح بين 20 و25 درجة مئوية. الجزر بمجملها ذات طبيعة بركانية وقمم، تحوطها الشواطئ الصخرية، أعلى قمة في الأرخبيل هي قمة تيد (3.718 م) في تنريف.
تبلغ مساحة جزر الكناري 7.447 كم² (ثالث عشر أكبر منطقة من حيث المساحة في إسبانيا).

## التقسيم الإداري
تنقسم منطقة جزر الكناري إلى مقاطعتين رئيسيتين:
| المقاطعة               | الاسم بالإسبانية       | عدد السكان | عدد البلديات |
| ---------------------- | ---------------------- | ---------- | ------------ |
| لاس بالماس             | Las Palmas             | 1.096.980  | 34           |
| سانتا كروث دي تينيريفه | Santa Cruz de Tenerife | 1.029.789  | 54           |

تضمن مقاطعة لاس بالماس (الجزر الشرقية) الجزر التالية: فويرتيفنتورا (Fuerteventura)، كناريا الكبرى (Gran Canaria)، لانثاروتي (Lanzarote). أما بالنسبة لمقاطعة سانتا كروث دي تينيريفه (الجزر الغربية) فهي تضمن الجزر التالية: إل هييرو (El Hierro)، كومارا (La Gomera)، لا بالما (La Palma)، تنريف (Tenerife)
تضم منطقة جزر الكناري أيضاً جزر صغيرة مؤهلة بالسكان: لا غراسيوسا (La Graciosa)، وغير مؤهلة بالسكان: ألغرانسا (Alegranza)، جبل كلارا (Montaña Clara)، روكيه الشرقية (Roque del Este)، روكيه الغربية (Roque del Oeste)، جزيرة لوبوس (Isla de Lobos).
هناك نوعان من العواصم، سانتا كروث دي تينيريفه، ولاس بالماس دي غران كناريا.

## تاريخ
في القرن الرابع عشر تحدث العالم ابن خلدون عن الجزر ضمن فصل الجغرافيا في كتابه المقدمة:
| جزر الكناري | الإقليم الأول، و فيه من جهة غربيه الجزر الخالدات التي منها بدأ بطليموس بأخذ أطوال البلاد و ليست في بسط الإقليم و إنما هي في البحر المحيط في جزر متكثرة أكبرها و أشهرها ثلاث و يقال أنها معمورة | جزر الكناري |

كما وصف سكان الجزر الأصليين:
| جزر الكناري | ... وقد بلغنا أن سفائن من الإفرنج مرت بها في أواسط هذه المائة و قاتلوهم فغنموا منهم و سبوا وباعوا بعض أسراهم بسواحل المغرب الأقصى و صاروا إلى خدمة السلطان فلما تعلموا اللسان العربي أخبروا عن حال جزائرهم و أنهم يحتفرون الأرض للزراعة بالقرون و أن الحديد مفقود بأرضهم وعيشهم من الشعير وماشيتهم المعز وقتالهم بالحجارة يرمونها إلى خلف و عبادتهم السجود للشمس إذا طلعت ولا يعرفون ديناً ولم تبلغهم دعوة ولا يوقف على مكان هذه الجزائر إلا بالعثور لا بالقصد | جزر الكناري |

لعبت الجزر دوراً كبيراً خلال الرحلة التي قام بها كريستوفر كولومبس لاكتشاف أمريكا اللاتينية، لأن سفنه الأربع التي حملته ومعاونيه انطلقت من ميناء قادس جنوب إسبانيا، وتوقفت في جزر الكناري للتزود بالتموين المطلوب، ومنها انطلقت الرحلات التالية إلى الاكتشاف، ما جعلها طريقاً إجبارياً للذاهبين إلى بلاد العالم الجديد.
وربما لهذا السبب نجد أن معظم سكان تلك الجزر على علاقة أسرية بالإسبان المقيمين في الكثير من بلدان أمريكا اللاتينية، وبشكل خاص كوبا التي تصل علاقتها بجزر الكناري إلى نوع من العلاقة العضوية الملتحمة التي تجمعهما معاً، حتى في طريقة نطق اللغة القشتالية التي هي لغة العالم الناطق بالإسبانية.

### آثار تاريخية
وإضافة إلى الآثار التي تركتها السفن التي رافقت كريستوفر كولومبس في رحلته التاريخية لاكتشاف العالم الجديد عام 1492 م، والتي يجمعها حالياً متحف أثري لتخليد رحلات الاكتشاف، أقيم في موضع البيت الذي نزل فيه الرحالة الشهير خلال وجوده في الجزيرة متحف يضم بعض الأدوات التي استخدمها كولومبس خلال رحلته الأولى، إضافة إلى آثار أخرى تتعلق بالعالم الجديد بعد اكتشافه.

خريطة جزر الكناري في المحيط الأطلسي

### التاريخ الحديث
في العصر الحديث، تعرضت جزر الكناري إلى عدة أعمال شغب وحركات تطالب باستقلال جزر الكناري
حركة استقلال جزر الكناري (CIIM)، وتُعرف أيضاً باسم حركة البحث عن استقلال أرخبيل الكناري وتقرير مصيره (MPAIAC، من اللغة الإسبانية Movimiento por la Autodeterminación e Independencia del Archipiélago Canario)، هي حركة استقلالية ليس لها وجود الآن، كانت تمتلك محطة إذاعية في مدينة الجزائر، ولجأت إلى العنف في محاولات لإجبار الحكومة الإسبانية على إنشاء دولة مستقلة لها في جزر الكناري.
بدأت حركة استقلال جزر الكناري على يد أنتونيو كوبيلو عام 1964. وبوجود مقراتها في مدينة الجزائر، تم الاعتراف بها بصفتها حركة البحث عن استقلال أرخبيل الكناري وتقرير مصيره عام 1968 من قبل منظمة الوحدة الإفريقية. وقد تولى عمليات الكفاح المسلح للحركة الجناح العسكري لها، والمتمثل في القوات الغوانشية المسلحة (FAG)، وهي حركة إرهابية مسلحة كانت تستهدف مواطني جزر الكناري، والتي فجرت عام 1976 مركزاً تجاريّاً في لاس بالماس دي غران كنارياو كان عدد القتلى لا يعد ولا يحصى من سكان جزر الكناري. وفي عام 1978، كان أنتونيو كوبيلو ضحية لمحاولة استهدفت حياته في مدينة الجزائر، قامت بها الخدمات السرية الإسبانية، وأصبح معاقاً على إثرها.
دعت البرامج الإذاعية للحركة إلى «عودة الشعب الكناري إلى أصوله»، وحاولت الترويج لاستخدام اللغة الأمازيغية. ولكن جهودها لم تحقق أي نجاح في معظمها لأن شعب الكناري كان مناهضاً للعنف والإرهاب الذي كانت تنتهجه الحركة من جهة، ورافضا للأمازيغية، لأن أصله أندلسي ذات جذور عربية من جهة أخرى، ولذلك لم يتجاوز عدد أفرادها في أوجها 100 فرد. ومع ذلك، أصبح علم الحركة مشهوراً للغاية، وتم اعتماده بلا نجوم لحكومة ما قبل الحكم الذاتي.
هذا وكانت الحركة قد أوقفت نشاطها بعد أن أنشأت الحكومة الإسبانية منطقة حكم ذاتي إسبانية لأرخبيل الكناري عام 1982. وبعد ذلك، تم منح أنتونيو كوبيلو عفواً ملكيّاً وعاد إلى إسبانيا.

### أعمال العنف
كجزء من أيديولوجية حركة الاستقلال في «كفاحها المسلح»، قامت الحركة بتفجير مكاتب خطوط جنوب إفريقيا الجوية في لاس بالماس في 3 يناير 1977، وكان هذا أول هجوم لها.
كما فجر نشطاء حركة استقلال جزر الكناري متجر زهور في مطار لاس بالماس في 27 مارس 1977، مما أسفر عن إصابة 8 أشخاص بجروح خطيرة. ثم هدد أشخاص بتفجير قنبلة أخرى في المطار، الأمر الذي أجبر الشرطة على وقف الرحلات الجوية أثناء البحث عن القنبلة. وأدى تسلسل الأحداث إلى ربطها بحادث طائرة لو روديوس الذي أسفر عن سقوط عدد من القتلى هو الأضخم حتى الآن، عندما اصطدمت طائرتان من طراز بوينغ 747، مما أدى إلى وفاة 583 شخصًا، ولكن السلطات المختصة اعترفت فيما بعد أن الحادث كان نتيجة خطأ بشري.
وفي عام 1979 أصدرت حركة استقلال جزر الكناري (CIIM) إعلاناً رسمياً ذكرت خلاله تخليها عن «الكفاح المسلح».

## سكان
سكانها الأصليون هم الغوانش ذوو أصول أمازيغية. وينتمي أغلبية سكان جزر الكنارية إلى الديانة المسيحية على المذهب الكاثوليكي، يوجد أيضاً تجمعات مسيحية أخرى مثل البروتستانت، وأغلبهم من السكان المولودين في الخارج خاصّة في أوروبا الشمالية بالإضافة إلى كنيسة يسوع المسيح لقديسي الأيام الأخيرة. الديانات الأخرى في الجزيرة هي الإسلام والبوذية واليهودية والبهائية.
في جزر الكناري كان قد ولد اثنان من قدّيسي الكاثوليك: بيدرو دي بيتانكور وجوزيه دي أنشيتا (وهما من المبشرين في غواتيمالا والبرازيل على التوالي). المهرجان الديني الرئيسي لجزر الكناري هو الحج إلى بازيليكا دي كانديلاريا في تينيريفي. يأتي الناس إلى هذا الضريح للاحتفال بعيد العذراء مريم (أم يسوع) الذي يعتبر في الجزيرة -بعد سيدة كانديلاريا- شفيعا لجزر الكناري.
في الأرخبيل هناك الفدرالية الإسلامية بجزر الكناري.

## مناخ
مناخها لطيف، ويتساقط المطر في فصل الشتاء عادة، ودرجات الحرارة ثابتة طوال أيام السنة وتهب عليها رياح إفريقية جافة تؤثر على الشواطئ الجنوبية لجزر قنارية الكبرى وتنريف مما ساعد على نمو النباتات الخاصة بمناطق أفريقيا الشمالية بها، مثل: النخيل والتين والصبار والغار والكينا.

## اقتصاد
يعتمد اقتصاد جزر الكناري على الزراعة والصيد والسياحة فهي تشكل مورداً مهماً إذ تعتبر جزر الكناري من الأماكن السياحية المميزة صيفاً وشتاءً، وكذلك مكاناً مثالياً لمراقبة الفلك، حيث أقيم فيها مركز مراقبة على ارتفاع 2.432 متراً في جزيرة لا بالما، يحتوي على أهم المراصد في العالم، وكذلك التصدير لبعض المنتجات الزراعية مثل: الفواكه (الموز والحمضيات والدراق والتين والعنب) والخضار (الطماطم والبصل والبطاطا) وقصب السكر والحبوب حيث يصدر معظم الإنتاج إلى إسبانيا وبلدان الاتحاد الأوروبي، كما تشكل صناعة الأقمشة وصناعة المواد الغذائية أساس القطاع الصناعي في الجزر.

## حيوانات
طيور الكناري الشهيرة ذات التغريد الجميل موطنها الأصلي جزر الكناري، وأخذت اسمها من اسم الجزر، حيث قام المستكشفون الأوروبيون بجلبها إلى أوروبا وتربيتها في أقفاص واستهجان أنواع لم تكن موجودة خاصة عند البريطانيين.